# Gau Franken
Il Gau Franken (fino al 1936, Mittelfranken) fu una divisione amministrativa della Germania nazista dal 1933 al 1945. Prima di allora, dal 1928 al 1933, fu la suddivisione regionale del partito nazista in quella zona.

## Storia
Il sistema di Gau (plurale Gaue) fu originariamente istituito in una conferenza del partito il 22 maggio 1926, al fine di migliorare l'amministrazione della struttura del partito. Dal 1933 in poi, dopo la presa del potere nazista, i Gaue sostituirono sempre più gli stati tedeschi come suddivisioni amministrative in Germania.
Alla testa di ogni Gau si trovava un Gauleiter, una posizione che divenne sempre più potente, soprattutto dopo lo scoppio della seconda guerra mondiale. I Gauleiter locali erano incaricati della propaganda e della sorveglianza e, dal settembre 1944 in poi, del Volkssturm e della difesa del Gau.
La posizione di Gauleiter in Franconia fu originariamente detenuta da Julius Streicher dal 1929 fino al 1940 quando fu rimosso dalla posizione. Streicher fu poi processato ai processi di Norimberga e giustiziato per crimini contro l'umanità il 16 ottobre 1946. La posizione di Gauleiter non fu occupata fino al 1944, con Hans Zimmermann (1940-42) e Karl Holz (1942-44) ciascuno facenti funzione di Gauleiter ad interim. Holz assunse ufficialmente l'incarico di Gaulaiter nel 1944 e lo mantenne fino alla sua morte avvenuta ad aprile 1945.

## Gauleiter
I Gauleiter del Gau Frankenː
- Julius Streicher - dal 2 aprile 1929 al 16 febbraio 1940.
- Karl Holz - dal novembre 1944 al 20 aprile 1945.